# Noche de paz
«Noche de paz» (en alemán: «Stille Nacht, heilige Nacht») es un célebre villancico austriaco cuya letra original fue escrita en alemán en 1816 por el sacerdote austriaco Joseph Mohr y la música por el maestro de escuela y organista austriaco Franz Xaver Gruber, y tocada por primera vez en Obendorf Austria.
Fue declarado patrimonio cultural inmaterial de la humanidad en 2011. Ha sido grabado por múltiples cantantes y en diversos géneros musicales. La versión de Bing Crosby (Silent Night, 1935) es la más popular en todo el mundo, siendo el tercer sencillo más vendido de la historia.                                     
La música que se interpreta en la actualidad difiere levemente de la original de Gruber, particularmente en las notas finales.

## Historia

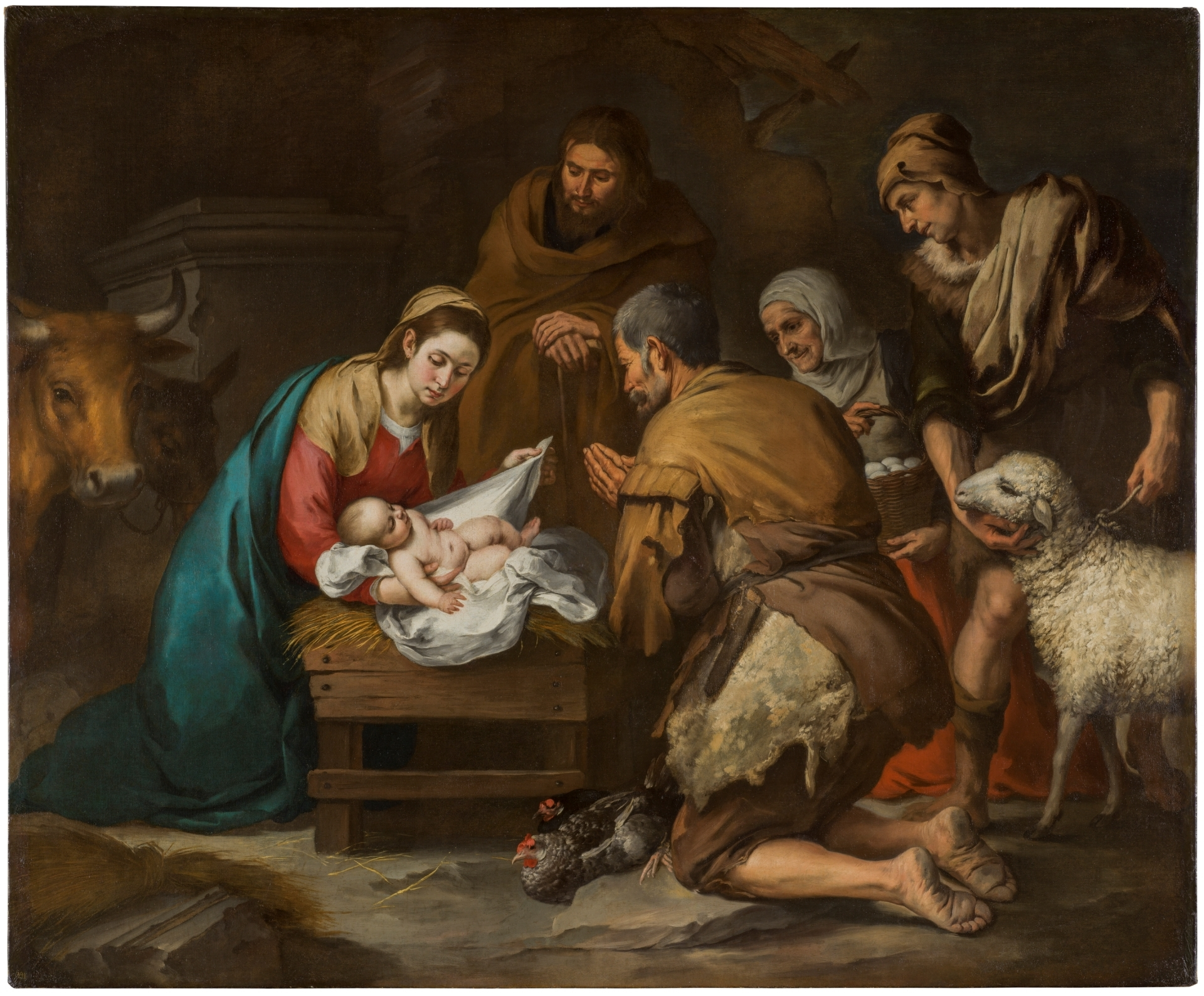
Adoración de los pastores, obra de B. E. Murillo, Museo del Prado, Madrid.

Fue interpretado por primera vez el 24 de diciembre de 1818 en la iglesia de San Nicolás (Nikolauskirche) de Oberndorf, Austria. La letra había sido compuesta en 1816 por Mohr en la parroquia de Santa María (Mariapfarr). Pero, en la víspera de Navidad, se la llevó a Gruber y le pidió que le hiciera una composición musical y un acompañamiento en guitarra para el servicio de la Iglesia.
Sobre la composición de la obra hay diferentes versiones. Se le atribuye a Franz Xaver Gruber, pues el mismo Gruber no mencionó los hechos que la inspiraron. De acuerdo con la Sociedad Noche de Paz, de España, una de las suposiciones es que el órgano de la iglesia quedó inutilizable y Mohr pidió a Gruber que compusiera una canción que el coro pudiera cantar acompañado solo por la guitarra. 
Lo histórico es que en esa primera ocasión la canción se escuchó acompañada efectivamente solo por la guitarra e interpretada por Mohr. Otros historiadores creen que lo que Mohr quería simplemente era un nuevo villancico para interpretar con su guitarra. Al respecto, la misma Sociedad Noche de Paz dice que existen «muchas historias románticas y leyendas» que se han ido creando alrededor de la historia de la canción.
La difusión del villancico fuera del ámbito restringido de aquella población parece que comenzó en 1833 gracias a un organista de Fügen en el Zillertal (Austria), de nombre Maurach. Cuando ese año interpretó, junto con otros músicos, melodías tirolesas en Leipzig, esta canción fue la que atrajo el interés del público.
La Nilolauskirche fue demolida a principios del siglo XX, debido a una inundación que la dañó, y el centro del poblado fue reubicado en un lugar más seguro río arriba con una nueva edificación cercana al nuevo puente. Se edificó una capilla que se concluyó el 15 de agosto de 1937, con el nombre de Stille-Nacht-Gedächtniskapelle (Capilla Memorial Noche de Paz) en homenaje a la antigua iglesia demolida y cerca del actual museo, que atrae turistas de todo el mundo, especialmente en el mes de diciembre.
El manuscrito original se perdió, pero en 1995 se descubrió un manuscrito original de Mohr y que los analistas dataron hacia el año 1820. Es por medio de ese documento que se descubrió que Mohr compuso la canción en 1816, cuando fue asignado a un peregrinaje a la parroquia de Santa María. También testimonia el documento que el compositor de la melodía es en efecto Gruber y que este la compuso en 1818. Se trata, pues, del más antiguo manuscrito que se tiene sobre la historia de la canción y el único que contiene la letra de Mohr. La composición musical de Gruber tiene influencias de la tradición musical de su región y la melodía guarda relación con aspectos del folclore musical austriaco.
Otra versión popular dice que el villancico, interpretado una vez, fue olvidado pronto hasta que un reparador de órganos lo encontró en 1825 y lo revivió. Sin embargo, Gruber publicó diversos arreglos de este a lo largo de su vida, además del manuscrito encontrado de Mohr de 1820 y que se conserva en el Museo Carolino Augusteum de Salzburgo.
Se presume que el villancico ha sido traducido a más de trescientos idiomas en todo el mundo y que es el más popular de todos los tiempos. La cifra puede ser superior, si se tiene en cuenta la acción de misioneros cristianos en los cinco continentes que lo han traducido a innumerables idiomas gracias a la facilidad de su interpretación, su brevedad y que puede ser cantado sin acompañamiento instrumental.
Durante la Primera Guerra Mundial, la canción fue cantada simultáneamente en inglés y en alemán durante la tregua de Navidad de 1914, al ser el único villancico conocido por los soldados de ambos frentes, como vínculo de hermandad.
Fue exitosamente grabada por más de trescientos artistas y muy particularmente célebre en versiones de Enya, Stevie Nicks, Bing Crosby y Mahalia Jackson, así como en las instrumentales de Mannheim Steamroller. Existen también versiones muy apreciadas de corales en todo el mundo, entre ellos el célebre coro de los Niños Cantores de Viena.
En 1943 la exiliada austriaca Hertha Pauli escribió el libro Noche de paz. Se trata de la historia de una canción en la cual ella explica a los niños estadounidenses el origen del villancico. El libro fue ilustrado por Fritz Kredel y publicado por Alfred A. Knopf.
En 1988 se hizo un documental para televisión que se llamó Silent Mouse (Ratón silencioso), en el cual se cuenta la historia del villancico desde el punto de vista de un ratón. La voz narrante es la de Lynn Redgrave, y Gregor Fisher es uno de los personajes principales. En 1993 aparece una versión latinoamericana interpretada en español por Marco T., muy similar a la de Elvis Presley grabada en 1957. En 2011 el grupo italiano Il Volo, formado por los jóvenes Ignazio Boschetto, Piero Barone y Gianluca Ginoble, interpretó esta canción en inglés y en alemán acompañados por los niños cantores del Coro de la Capilla Musical Pontificia Sixtina.
En las inmediaciones de la capilla, se construyó un museo en relación con la historia de la canción. Cada 24 de diciembre se realiza una misa conmemorativa en la capilla. En 2011, la Unesco lo declaró patrimonio cultural inmaterial de la humanidad.

## Letras
| Stille Nacht! Heilige Nacht! Letra original en alemán 1860 (Autograph VII) por Franz Xaver Gruber Stille Nacht! Heilige Nacht! Alles schläft; einsam wacht Nur das traute heilige Paar. Holder Knab im lockigten Haar, . Schlafe in himmlischer Ruh! Stille Nacht! Heilige Nacht! Gottes Sohn! O wie lacht Lieb´ aus deinem göttlichen Mund, Da schlägt uns die rettende Stund, Jesus in deiner Geburt! Stille Nacht! Heilige Nacht! Die der Welt Heil gebracht, Aus des Himmels goldenen Höhn Uns der Gnaden Fülle läßt seh´n Jesum in Menschengestalt, Jesum in Menschengestalt. Stille Nacht! Heilige Nacht! Wo sich heut alle Macht Väterlicher Liebe ergoß Und als Bruder huldvoll umschloß Jesus die Völker der Welt, Jesus die Völker der Welt. Stille Nacht! Heilige Nacht! Lange schon uns bedacht, Als der Herr vom Grimme befreit, In der Väter urgrauer Zeit Aller Welt Schonung verhieß, Aller Welt Schonung verhieß. Stille Nacht! Heilige Nacht! Hirten erst kundgemacht Durch den Engel Alleluja. Tönt es laut bei Ferne und Nah: Jesus, der Retter ist da! La versión alemana moderna tiene algunas diferencias menores y solo se cantan, usualmente, la primera, segunda y sexta estrofas. | Noche de paz Letra en español basada en las estrofas cantadas en alemán -Anónimo Noche de paz, noche de amor Nace un Salvador Paz, silencio, que trae el Redentor En la santa familia de amor Duerme el Niño Jesús Duerme el Niño Jesús. Noche de paz, noche de amor Gloria a Dios, oh Señor Cantan ángeles Aleluya Y pastores ya van a adorar Al Mesías Jesús Al Mesías Jesús. Noche de paz, noche de amor Brilla más, qué esplendor Alegría, es Hijo de Dios Ilumínanos, rostro de Dios Luz de Cristo Jesús Luz de Cristo Jesús. | Noche de paz Letra en español Noche de paz, noche de amor, Todo duerme en derredor entre los astros que esparcen su luz viene anunciando al niño Jesús Brilla la estrella de paz Brilla la estrella de paz. Noche de paz, noche de amor, oye humilde el fiel pastor, coros celestes que anuncian salud gracias y gloria en gran plenitud por nuestro buen Redentor por nuestro buen Redentor. Noche de paz, noche de amor ved que bello resplandor luce el rostro del Niño Jesús en el pesebre del mundo la luz astro de eterno fulgor astro de eterno fulgor. Noche de paz, noche de amor Todo duerme en derredor Fieles velando allí en Belén Los pastores, la Madre también Y la estrella de paz, y la estrella de paz. |

## Traducciones
La canción ha sido traducida a más de trescientos idiomas en todo el mundo y es uno de los villancicos más populares de todos los tiempos. Se canta en ocasiones sin acompañamiento musical y a veces se llega a cantar en dos idiomas al mismo tiempo llevando el mismo ritmo.
La primera traducción. fue registrada por Federico Fliedner en el año 1871; hay una segunda traducción del obispo argentino Federico José Pagura.